# Firebird (Natalie Imbruglia)
Firebird è il sesto album in studio della cantante australiana Natalie Imbruglia, pubblicato nel 2021 a sei anni dal precedente album Male. Si tratta del suo primo album di inediti in dodici anni.

## Antefatti
L'album è stato composto da Imbruglia insieme a vari altri autori dopo un periodo molto prolungato di "blocco dello scrittore" della cantautrice. A tal riguardo, Natalie Imbruglia ha dichiarato: "Creare quest'album è stata un'esperienza davvero profonda e soddisfacente. Venendo da un lungo periodo di ciò che essenzialmente era un blocco dello scrittore, è stato talvolta difficile perfino immaginare di pubblicare un nuovo progetto". Inciso durante la pandemia di COVID-19, il progetto è stato registrato in molteplici località in base a dove Imbruglia e il suo team si trovavano durante i molteplici lockdown imposti in Australia durante la pandemia.

## Tracce
1. Build It Better – 3:23 (Natalie Imbruglia, Luke Fitton, Fiona Bevan)
2. Nothing Missing – 3:14 (Natalie Imbruglia, KT Tunstall, Roy Kerr, Tim Bran)
3. What It Feels Like – 3:53 (Natalie Imbruglia, Chiara Hunter, Luke Fitton)
4. On My Way – 3:36 (Natalie Imbruglia, Francis White)
5. Maybe It's Great – 3:54 (Natalie Imbruglia, Albert Hammond Jr., Erik Gus Oberg)
6. Just Like Old Times – 3:39 (Natalie Imbruglia, Luke Fitton, Rachel Furner)
7. When You Love Too Much – 3:07 (Natalie Imbruglia, Caroline Watkins)
8. Not Sorry – 3:11 (Natalie Imbruglia, Francis White)
9. Human Touch – 4:16 (Natalie Imbruglia, Romeo Stodart)
10. Change of Heart – 3:47 (Natalie Imbruglia, Romeo Stodart, Jim Duguid)
11. Invisible Things – 3:14 (Natalie Imbruglia, Andrew DeRoberts, Josie Dunne)
12. Dive to the Deep – 3:54 (Natalie Imbruglia, Amit Ofir, Caroline Brooks)
13. River – 4:04 (Natalie Imbruglia, Fiona Bevan)
14. Firebird – 4:55 (Natalie Imbruglia, Romeo Stodart)

## Classifiche
| Classifica (2021) | Posizione massima |
| ----------------- | ----------------- |
| Australia         | 30                |
| Belgio (Vallonia) | 54                |
| Regno Unito       | 10                |
| Svizzera          | 69                |